# Chevanceaux
Chevanceaux là một xã trong tỉnh Charente-Maritime, tổng Montlieu-la-Garde thuộc tỉnh Charente-Maritime trong vùng Nouvelle-Aquitaine tây nam nước Pháp. Xã Chevanceaux nằm ở khu vực có độ cao trung bình 127 mét trên mực nước biển.

## Lịch sử biến động dân số
| Năm  | Dân số | Mật độ | Phần trăm của tổng |
| ---- | ------ | ------ | ------------------ |
| 1962 | 1,035  | -      | -                  |
| 1968 | 1,044  | -      | -                  |
| 1975 | 1,129  | -      | -                  |
| 1982 | 1,087  | -      | -                  |
| 1990 | 1,008  | -      | -                  |
| 1999 | 981    | 45/km² | 15.94%             |